# Dandya
Dandya je monotipski biljni rod u porodici šparogovki (Asparagaceae) i redu šparogolike (Asparagales), dio je potporodice Brodiaeoideae. 
Jedina vrsta je D. purpusii. Domaće područje ove vrste je Meksiko (JI. Coahuila). To je lukovičasti geofit i prvenstveno raste u pustinjama ili suhim grmovitimm biomima.